# Aérodrome de Lyon - Corbas
Ne doit pas être confondu avec Aérodrome de Lyon - Brindas.

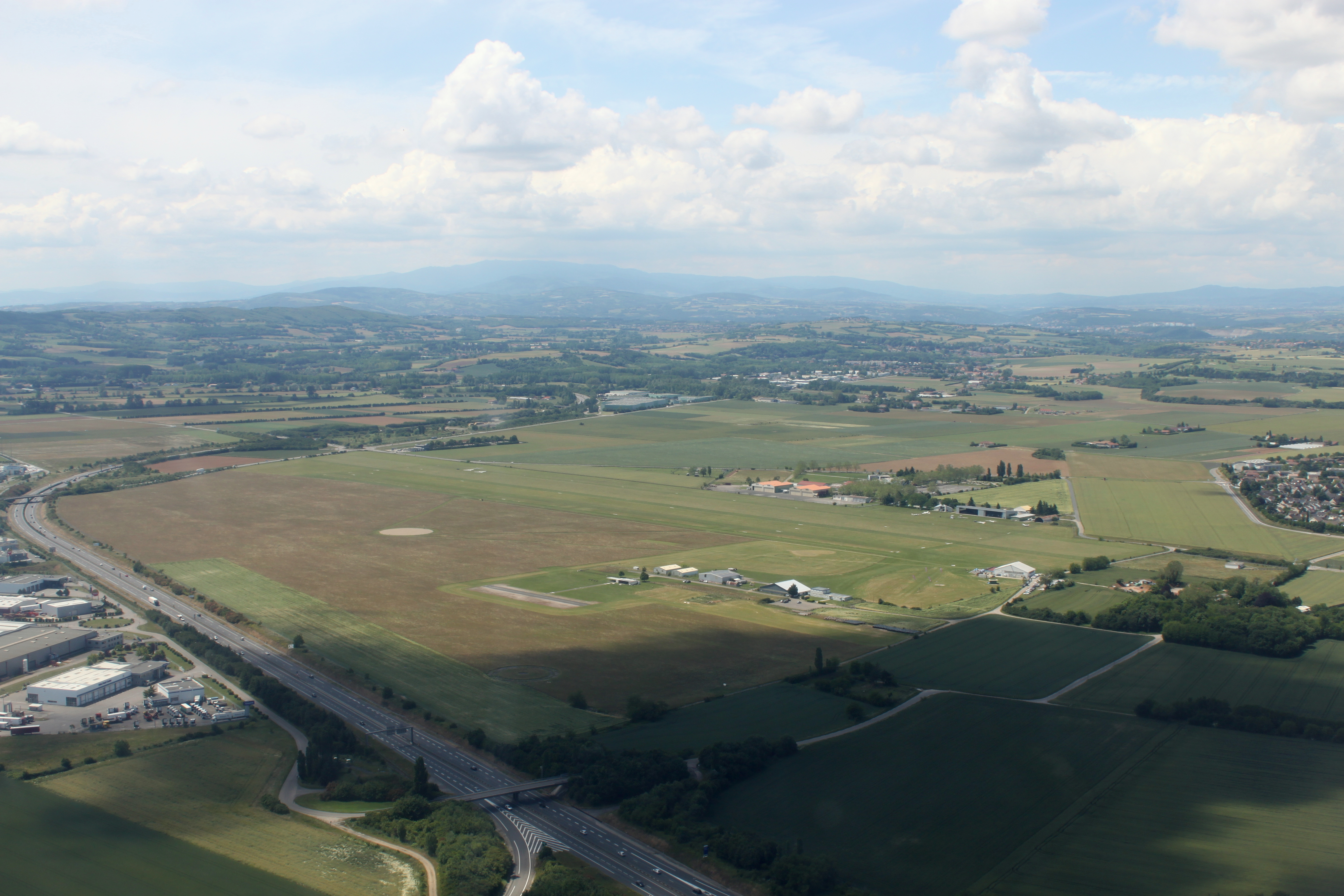
Lyon Corbas - LFHJ.

L’aérodrome de Lyon - Corbas (code OACI : LFHJ) est un aérodrome agréé à usage restreint, situé sur la commune de Corbas à 12 km au sud-sud-est de Lyon dans le Rhône (région Rhône-Alpes, France).
Il est utilisé pour la pratique d’activités aériennes sportives et de loisirs (aviation légère, vol à voile, parachutisme et aéromodélisme).
Les prairies de l'aérodrome ont été répertoriées en ZNIEFF en 2009.

## Histoire
Le terrain de l'actuel aérodrome de Lyon-Corbas était situé sur les communes de Saint-Symphorien et Chaponnay dont il porte parfois la dénomination ainsi que celle de Mions.
Il s'agissait de grandes prairies dévolues au pâturage notamment des jeunes veaux d'où le nom du lieu-dit "Plaine du Velin". La forme géométrique du terrain se retrouve sur la carte de Cassini de 1801 conservée à la BNF et consultable sur le site Gallica et la carte d'état major de 1866 conservée dans le fonds IGN.
Cet ensemble foncier a subi peu de modifications depuis cette date en dehors du tracé du périphérique lyonnais qui l'a amputé au sud dans les années 1980.
Même si une photo prise par M. Pitiot le 5 juin 1911 montre un avion posé sur le terrain cet événement n'est pas l'acte de naissance de l'aérodrome.
L'utilisation de l'emprise en terrain d'aviation date de la Seconde Guerre mondiale. En mai 1939, le Ministre de l'Air, Guy La Chambre, fait procéder à la création de la base aérienne d'opération de Saint-Symphorien - Chaponnay sur la base des décrets-lois du 30 octobre 1935. Les transferts de propriété des parcelles regroupant 124 (hA) hectares sont menés par le Génie de l'Air de la Région de Lyon et aboutis en octobre 1940. Le transfert effectif de propriété n'aura lieu qu'en octobre 1943.
En mars 1940 des unités polonaises du DIAP de Lyon basé à Lyon-Bron utilisent le terrain  avec leurs Morane-Saulnier MS.406  et d'autres appareils, notamment Potez 64-11 et Caudron 714  pour combattre aux côtés des forces françaises contre l'ennemi commun. Le terrain est évacué en juin 1940. Dans les sources le terrain est identifié comme terrain de Mions, Saint-Symphorien, Chaponnay,
Pendant la durée de l'Occupation le terrain, propriété de l’État, est rendu à l'agriculture par bail. Toutefois durant la période d'Occupation des activités d'aéronautique de loisir se déroulent sur le terrain, notamment de l'aéromodélisme et quelques lancers de planeur.
À l'été 1946 l'Aéroclub du Rhône et du Sud-Est (ACRSE) relance les activités de vol à voile.
En janvier 1946 est mis fin aux baux agricoles sur demande du Service des Sports Aériens et l'activité d'aviation légère y reprend et un terrain d'évolution est aménagé pour la section aéromodélisme de ACRSE.
Le terrain est définitivement affecté à titre principal et unique au service de l’Aviation légère et sportive pour l’aviation de tourisme et le vol à voile par arrêté ministériel du 6 février 1947 avec effet au 1er septembre. C'est au cours de cette année que furent construits les hangars nord de la plateforme dont subsiste le hangar « Vanneau » à planeur qui sert aujourd'hui de hangar pour le club de parachutisme.
Ces 3 activités aéronautiques sont pratiquées dans le cadre de l'ACRSE. L'activité y est intense, les 2000 heures de vol sont dépassées en 1949 (4779 depuis 1946). Une part de ces vols sont réalisés au treuil et par un Morane 502.
Le hangar "Mistral" qui abritait le De Haviland DH.89 Dragon Rapide" du club de parachutistes fut détruit lors du crash du Lockheed T-33 N° série 21111 le 23 janvier 1965 au cours d'un entrainement militaire.
L’aérodrome de Lyon-Corbas a hébergé du 1er décembre 1964 au 30 juillet 1998 une unité de l’ALAT chargée d’effectuer les missions d’aide au commandement (liaisons et reconnaissance) et aux armes (réglage d’artillerie, reconnaissances armées, appuis des troupes au sol) au profit de la VIIIe puis de la 5e Région Militaire. Cette unité a porté successivement les appellations de 8e GALAT (01/12/1964 - 31/06/68), 5e GALAT (01/07/1968 - 31/05/1973), 5e GALREG (01/06/1973 - 31/07/1977), et 5e GHL à partir du 01/08/1977. Le "Groupement de Corbas" a été dissous le 30 juillet 1998, abandonnant le terrain aux seules activités civiles.
Sur les 124 ha de la propriété initiale seulement 110 ha sont encore à ce jour dédiés à l'activité aéronautique.

## Installations
L’aérodrome dispose de deux pistes en herbe orientées sud-nord :
- une piste (18L/36R) longue de 900 mètres et large de 85 ;
- une piste (18R/36L) longue de 900 mètres et large de 100, accolée à la première et réservée aux planeurs.

L’aérodrome n’est pas contrôlé. Les communications s’effectuent en auto-information sur la fréquence de 119,055 MHz.
L’avitaillement en carburant (100LL) et en lubrifiant est possible.

## Activités Associatives
L'ensemble des activités aéronautiques pratiquées sur le site de l'aérodrome se fait sous forme associative.
8 associations utilisent l'aérodrome de Lyon Corbas.

### Aéro Modèles Club du Rhône
Présent dès 1941 sur la partie Est du terrain.
Issus de la section aéromodélisme de l'ACRSE, une piste d'aéromodélisme est aménagée dès 1946 à Corbas et l'activité bénéficie d'un local en ville. Il prend le nom d'Aéro Modèles club du Rhône en 1982.
En 1935 sont créées au sein de l'Aéroclub du Rhône les sections aéromodélisme.
En 1976 est créée la piste de vol circulaire que l'on peut encore distinguer sur les photos aériennes et qui sera abandonnée au profit de la télécommande.
L'AMCR est affiliée à la FFAM (Fédération Française d'Aéromodélisme).
L'AMCR regroupe environ 150 membres en 2023.

### Centre de vol à voile Lyonnais (CVVL)
Fondation 1945
Le centre de vol à voile lyonnais est une association loi de 1901 et n'a aucune activité commerciale.
Le CVVL est affilié à la FFVP (Fédération Française de Vol en Planeur)

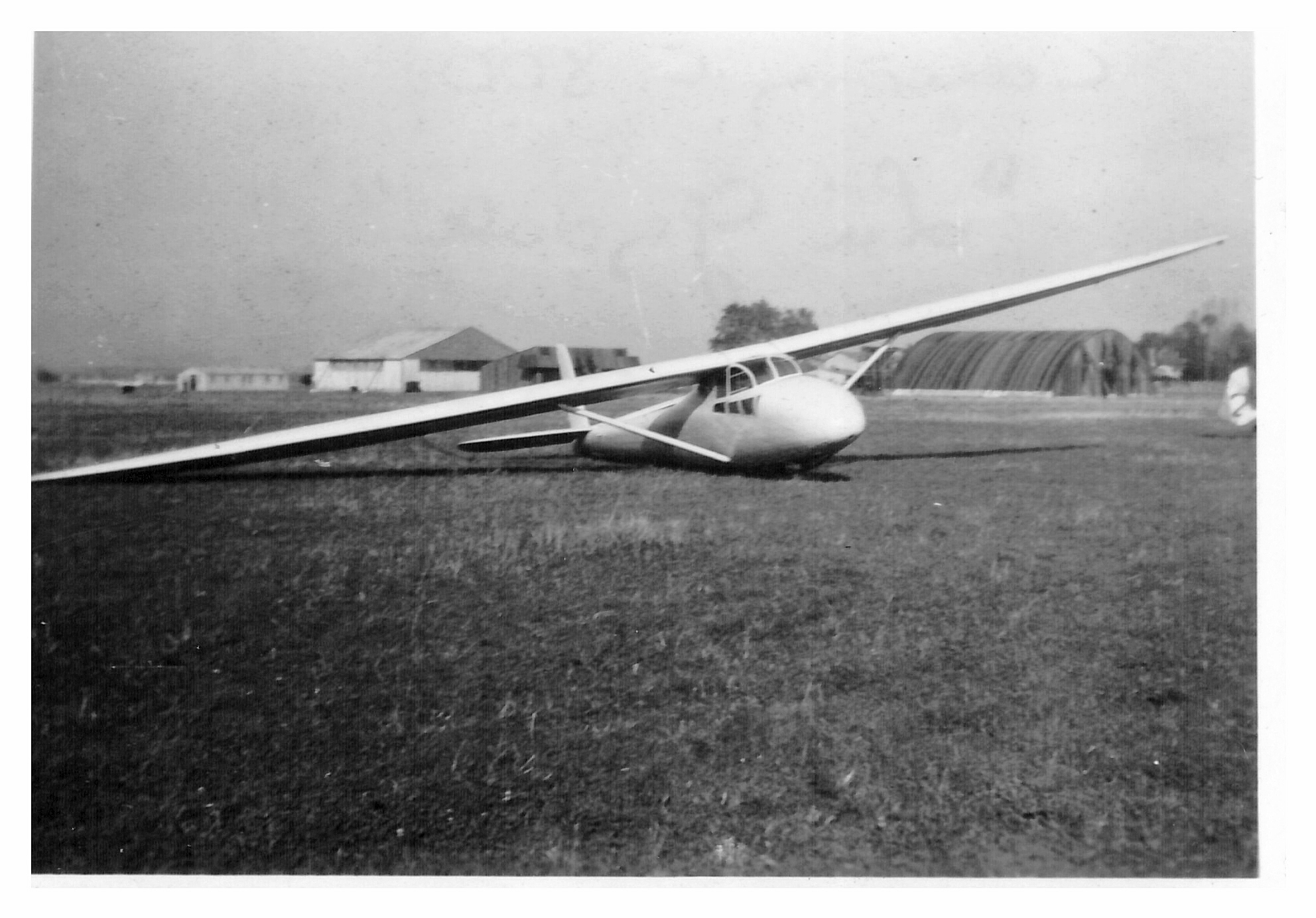
Caudron C800 sur le terrain de Lyon-Corbas vers 1950

Le CVVL est issu de la section planeur de l'Aéroclub du Rhône, le premier vol en planeur à Corbas est attesté le 18 mai 1946, c'est un vol de 4'30 réalisé par Francisco Bornand à bord d'un Caudron C800, bien que des lancers ont eu lieu dès le 29 juillet 1945.
Dans les premiers temps les 3 planeurs du centre de vol à voile sont rangés dans la ferme en lisière du terrain jusqu'à ce que l'Armée de l'Air cède au club un "hangar Mistral" magasiné à Bron.
En 1949 un hangar "Vanneau" est édifié, il est toujours debout et abrite maintenant l'EPLC.
La section de vol à voile de l'aéroclub du Rhône devient le CVVL le 17 janvier 1977.
Jacqueline Dubut première femme pilote de ligne est formée au CVVL.
Le CVVL prépare à l'obtention du SPL (Sailplane Pilot Licence).
En 2023 la flotte du CVVL est composée de 7 monoplaces, 6 biplaces, 1 Motoplaneur et 2 avions remorqueurs (Robin DR400 et Morane Saulnier Rallye).
Pour des raisons de sécurité liées à l'urbanisation de l'environnement le treuillage a du être abandonné.
En 2023 le CVVL comptait plus d'une centaine de membres.

### Ecole de Parachutisme de Lyon Corbas (EPLC)
Fondation 1954

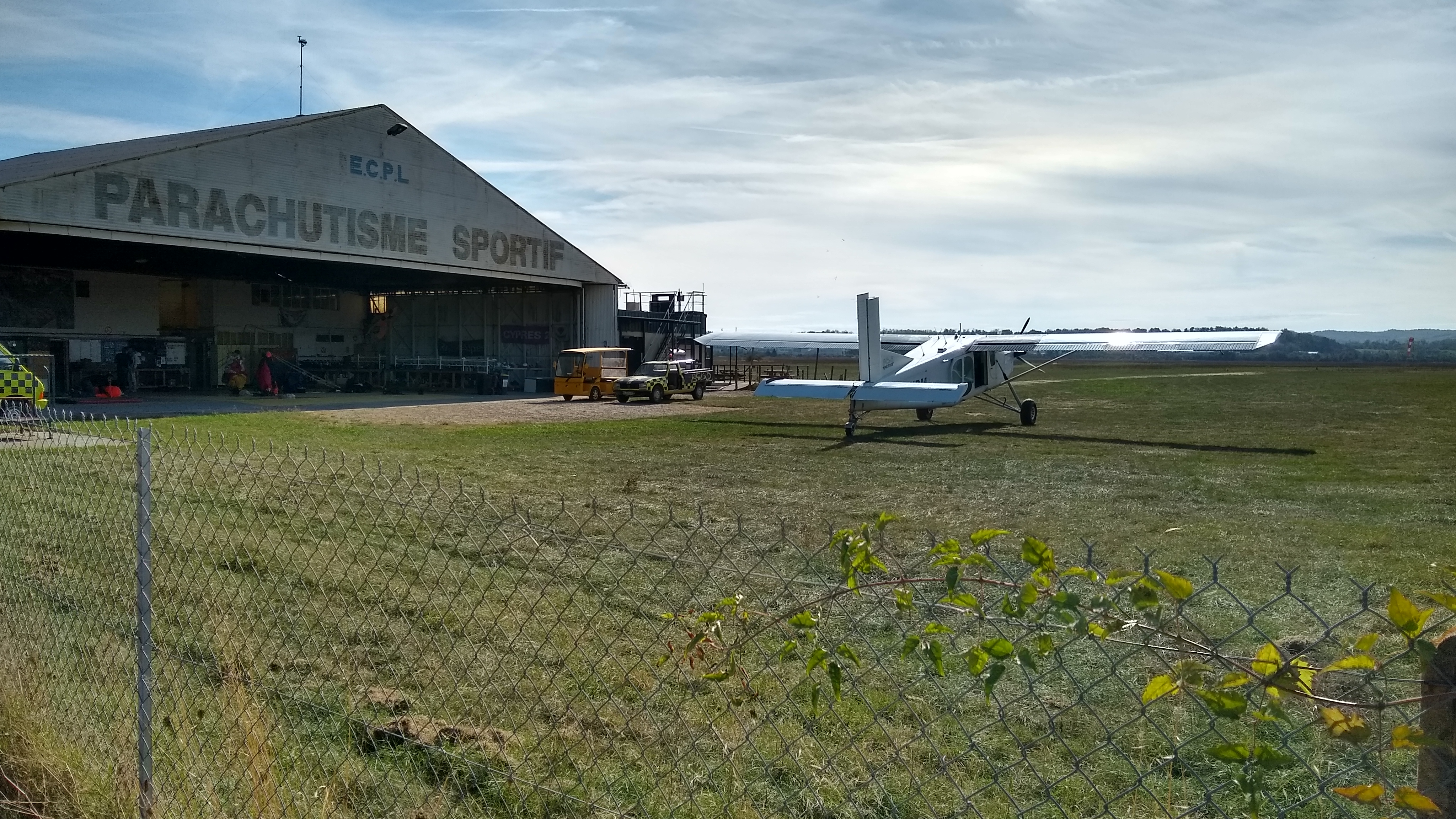
Le hangar Vanneau de 1949 et le Pilatus PC6 de l'EPLC

Il prend son indépendance vis à vis du CVVL en  1975. A cette époque l' EPLC enregistre plus de 6500 sauts par saison.
L'EPLC est abrité dans le hangar Vanneau construit en 1949 au nord du terrain, 
En 2022  l'EPLC comptait environ 1500 affiliés à la FFP (Fédération Française de Parachutisme).

La flotte de l'EPLC est constitué par un Pilatus PC 6

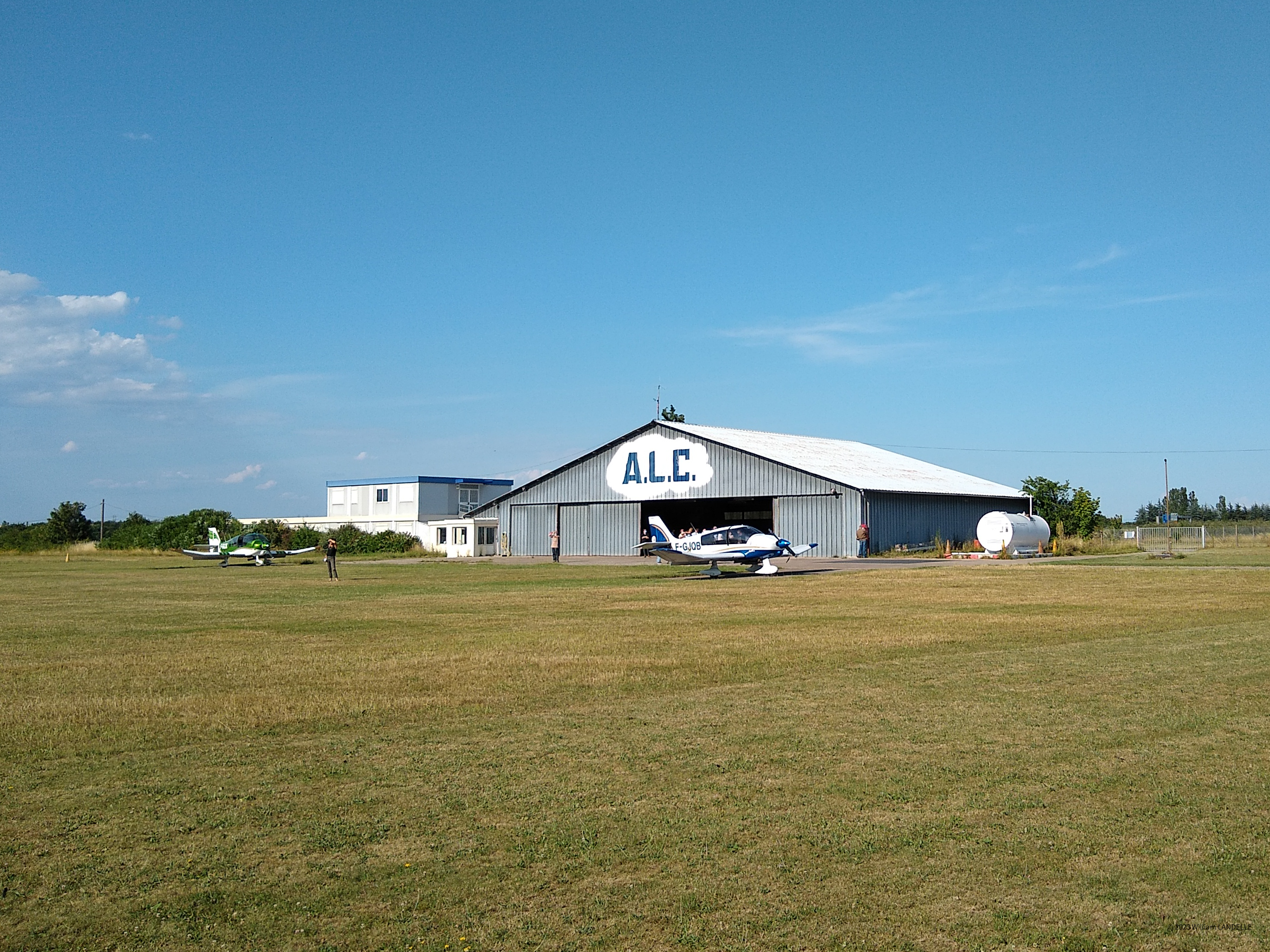
Club House, hangar et avions de l'ALC.

### Aéroclub de Lyon Corbas (ALC)
Fondation en 1961 et établi à Corbas depuis 1975.
L'Aéroclub de Lyon Corbas est une association loi de 1901 et n'a aucune activité commerciale.
L'Aéroclub est affilié à la FFA (Fédération Française Aéronautique).
L'Aéroclub de Lyon Corbas a été créé sous le nom d'Aéroclub de Villeurbanne (ACV) le 16 octobre 1961 et s'établit le 25 avril 1964 sur le terrain de Satolas, aujourd'hui Aéroport Lyon Saint-Exupery. Au printemps 1975, l'ACV quitte le terrain de Satolas pour celui de Corbas.
En 1989 est créé une section avion ancien au sein de l'ACV pour remettre en état le Flamant MD 312, cette section donnera naissance 3 ans plus tard aux Ailles Anciennes de Corbas. Après fusion avec l'aéroclub AATCL, il est rebaptisé Aéroclub de Lyon Corbas le 25 janvier 2014.
L'ALC est un DTO (Declared Training Organisation) et à ce titre forme des pilotes à la pratique du vol motorisé VFR en vue d'obtenir une licence de pilote privé PPL(A) ou LAPL(A) pour monomoteur (SEP). Cette formation est dispensée par des instructeurs (FI) bénévoles, la formation à la qualification "Montagne" est aussi dispensée au sein de l'aéroclub par des FI titulaires de ce privilège. La formation PPL(A) est le premier stade de formation vers une carrière de pilote professionnel. En 2023 l'ALC a réalisé 784 vols d'instruction.
L'ALC est aussi en contrat avec deux lycées de la Métropole pour faire effectuer aux élèves ayant présenté le BIA (Brevet d'Initiation Aéronautique) leur vol d'initiation. Le coût de ces vols dispensés bénévolement par les FI est supporté par la FFA et les membres de l'aéroclub.
En 2023, l'ALC dispose d'une flotte de 5 avions de la gamme Robin type DR 400.

En avril 2023, l'ALC comptait 120 membres à jour de cotisation.

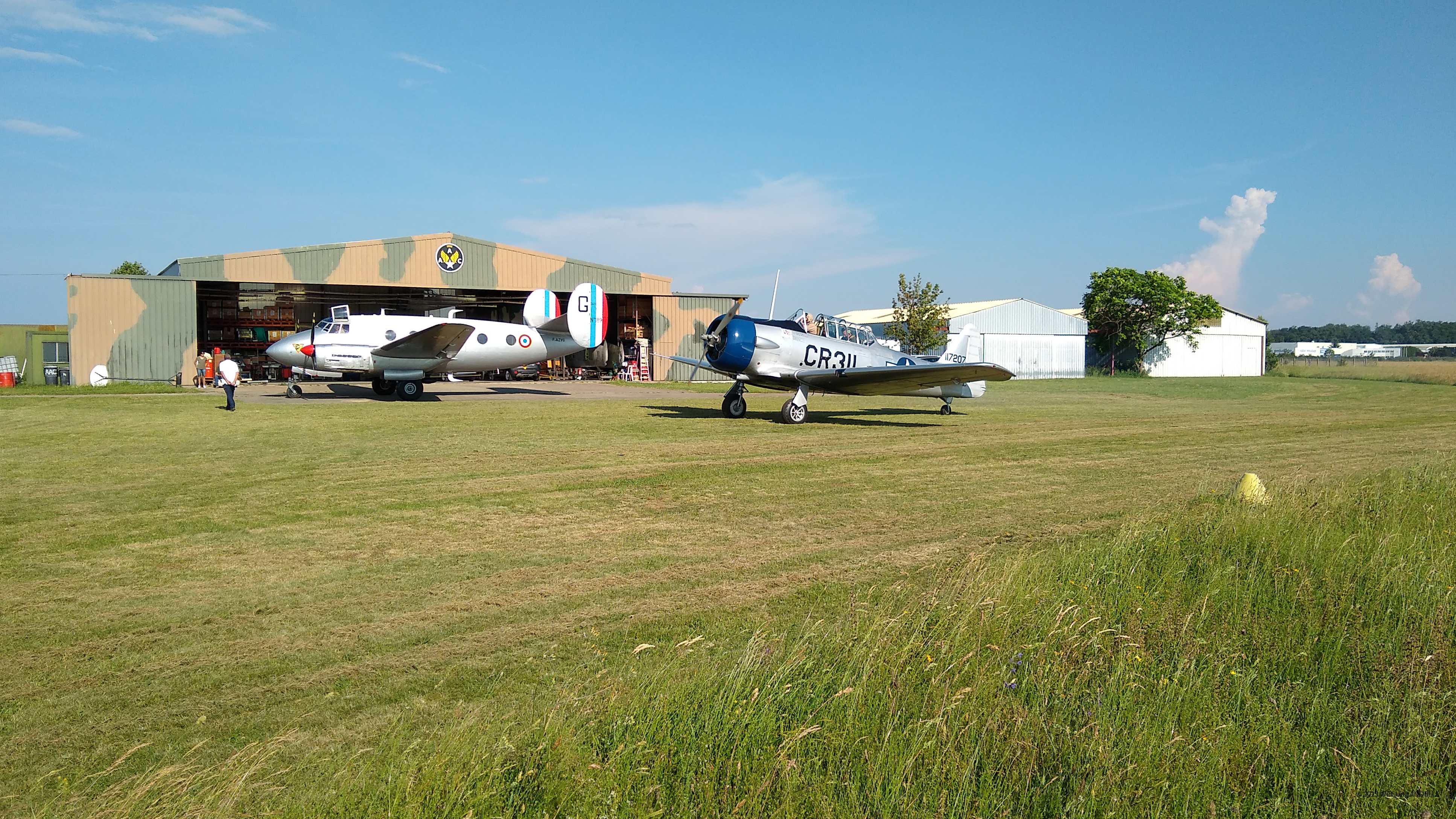
Hangar et avions des AAC

### Les Ailes Anciennes de Corbas
Fondation 1992
Les Ailes Anciennes de Corbas (AAC) est une association "Loi de 1901" et n'a aucune activité commerciale.
Les Ailes Anciennes sont affiliées à la FFA.
Les Ailes Anciennes de Corbas ont été fondées en 1992. La création de l'association est à l'initiative de membres de l'ACV autour du projet de restauration pour remise en vol du Flamant MD 312 retiré du service actif qui avait été offert à l'ACV par le Maire de Villeurbanne, Ministre de la Défense, M. Charles Hernu en 1983. Ce MD 312 fait partie des 8 Flamants encore en état de vol.
L'association restaure, entretient et fait voler sur ses deniers une collection d'avions anciens. les avions sont régulièrement présenté lors de spectacles aériens ou pour des événements commémoratifs institutionnels.
En 2024, 5 aéronefs disposaient de certificat de navigabilité restreint d'aéronef de collection (CNRAC), un sixième avion est en cours de restauration.

### Espaces Aéro Lyon Corbas

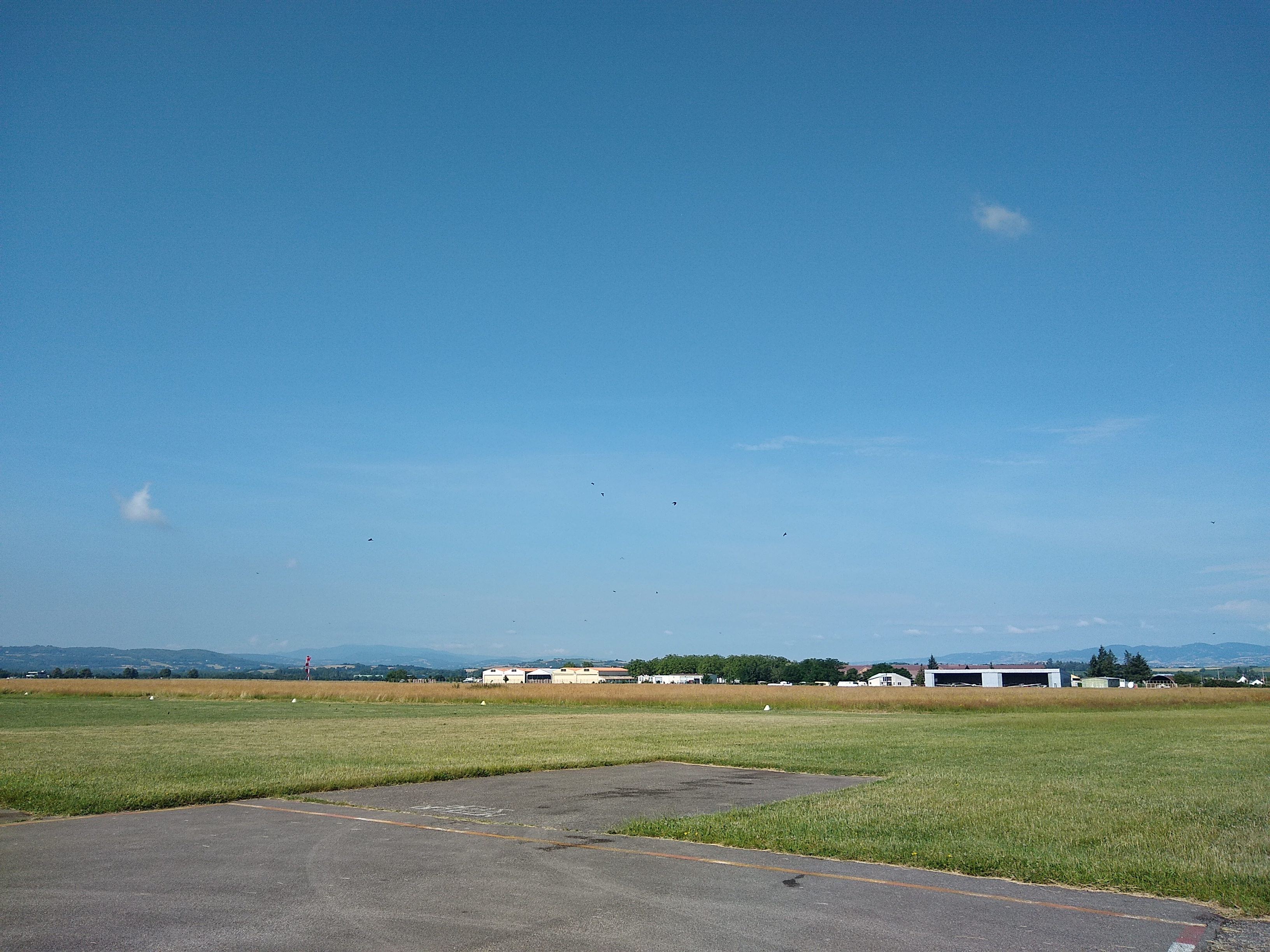
Vue du musée et des hangars planeurs depuis la plateforme de l'ALC

## Faune, flore et écosystème
Les prairies du terrain de l'aérodrome de Lyon-Corbas sont classées en ZNIEFF et préservent un écosystème en place depuis au moins 1940.
Un inventaire de la biodiversité a été entamé au printemps 2024 par l'association Aéro Biodiversité à laquelle adhèrent les fédérations sportives des usagers de l'aérodrome et avec la participation de représentants de la LPO et des usagers.
Les prairies abritent l'ensemble de la flore et de la faune  typique de cet écosystème notamment les espèces menacées par la disparition de ce type d'espace ouvert et à très faible intensité d'exploitation. On trouve sur la prairie entre autres orchis bouc, trèfles, lin cultivé, knautie, serpolet et les insectes qui les accompagnent notamment zygènes, melitées, sauterelles, criquets, mouches, abeilles sauvages et bourdons.
Il y a été observé 49 espèces d'oiseaux en 2024, dont des couples de Courlis cendrés. Des nidifications ont aussi été observées. Ces observations sont compilées sur le site www.faune-france.org dont les données statistiques localisées ne sont communiquées qu'aux contributeurs. Il y a été aussi observé des mammifères dont une population de lièvres d'Europe. La pression urbaine s'accompagne d'observation de chats domestiques ainsi que de plantes exogènes invasives qui modifient l'équilibre écologique. Les utilisateurs et une association locale procèdent à des arrachages manuels pour contenir ces végétaux indésirables.

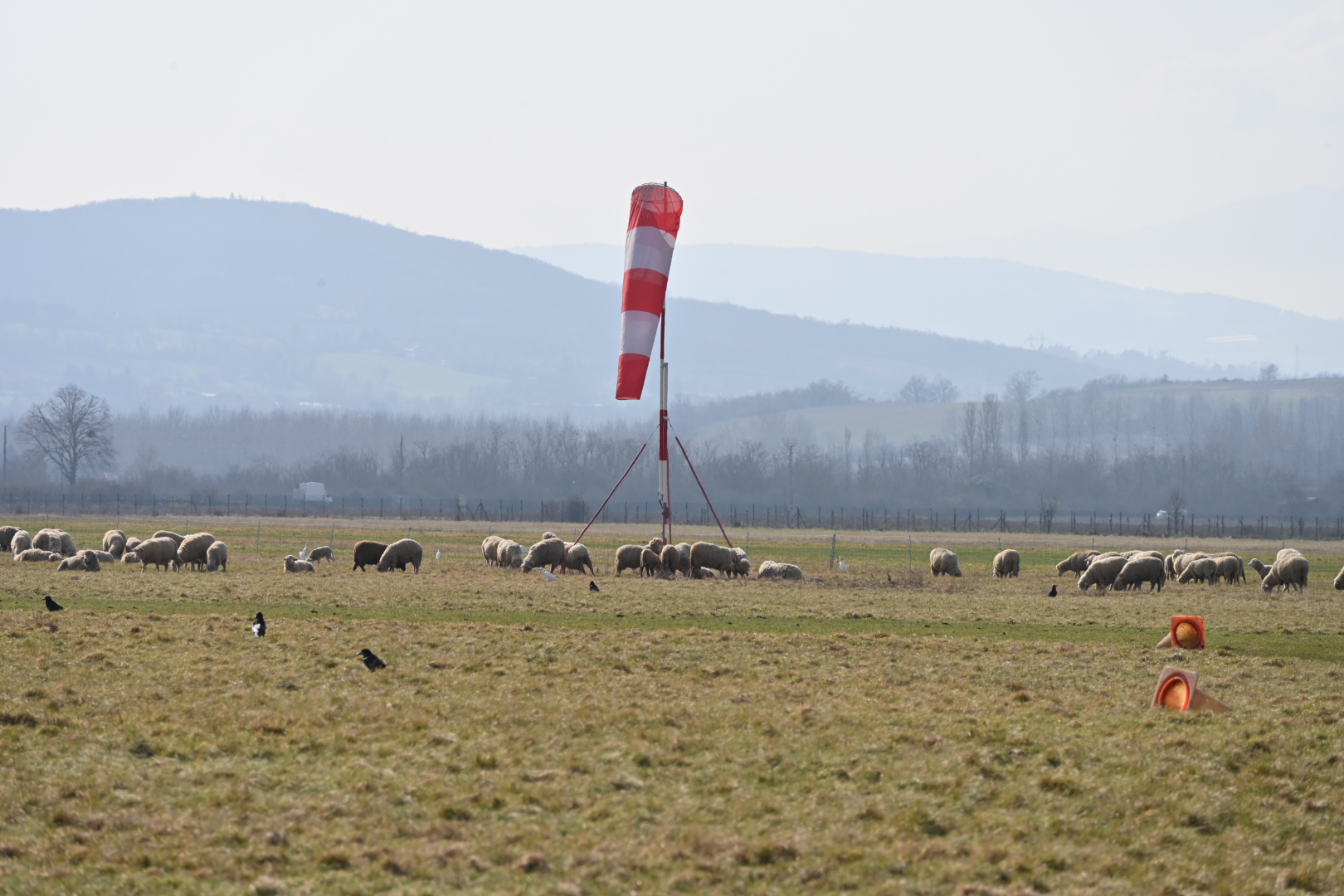
Aérodrome de Lyon Corbas - Le troupeau

L'entretien des prairies est réalisée par pâturage, actuellement un troupeau de brebis pendant la fin de saison hivernale et un fauchage début juillet après la période de nidification.